# Zeugophora subspinosa
Zeugophora subspinosa är en skalbaggsart som först beskrevs av Fabricius 1781.  Zeugophora subspinosa ingår i släktet Zeugophora, och familjen Megalopodidae. Arten är reproducerande i Sverige.

## Bildgalleri

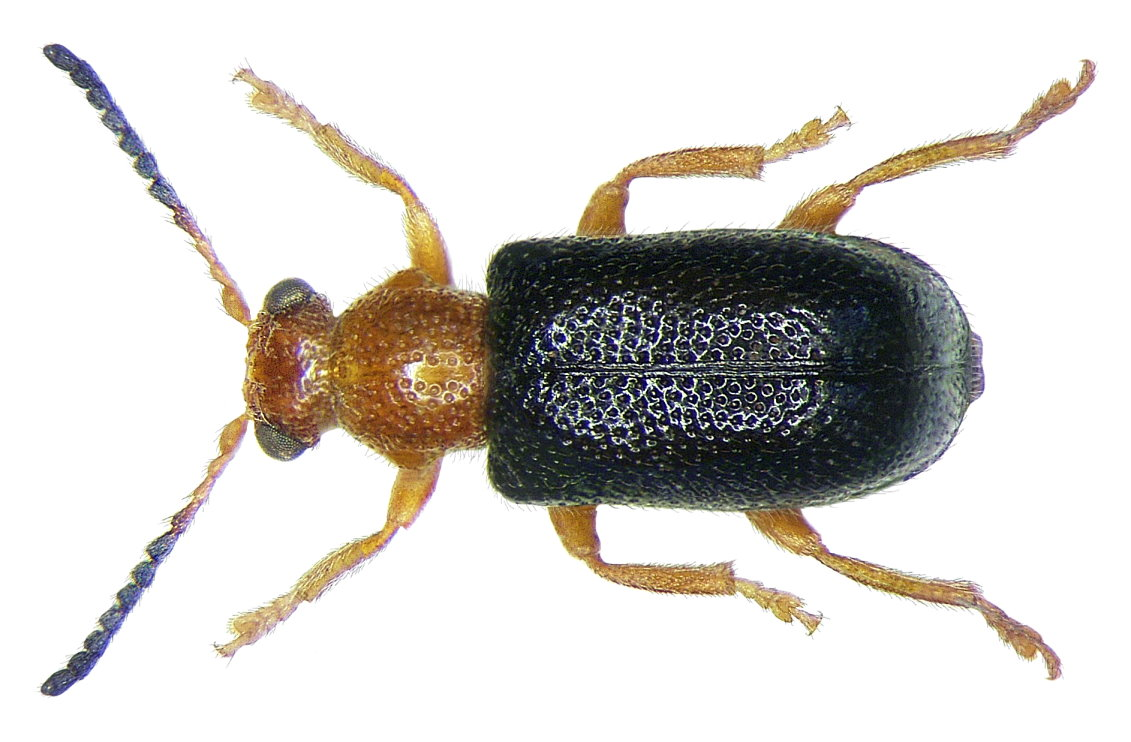
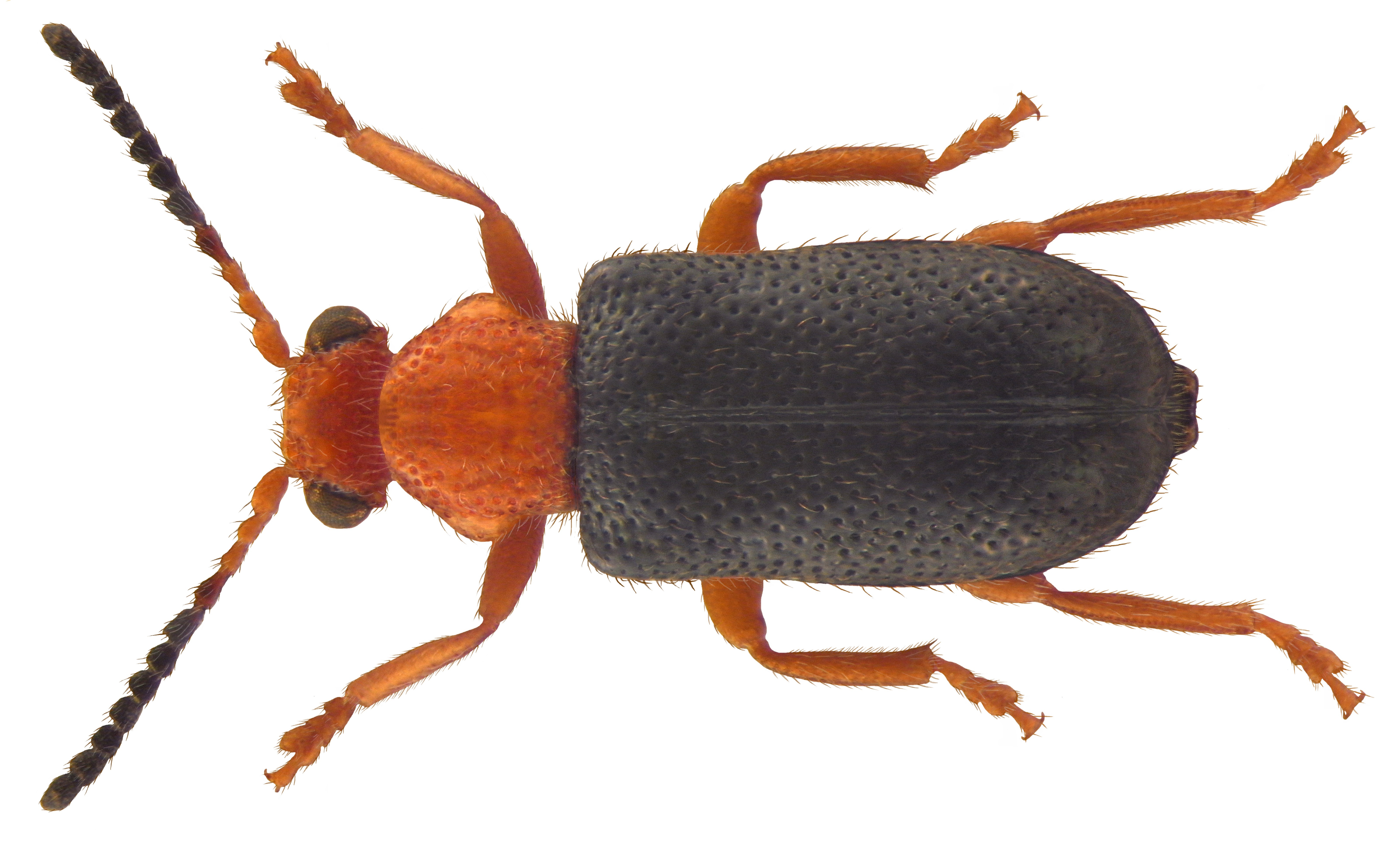
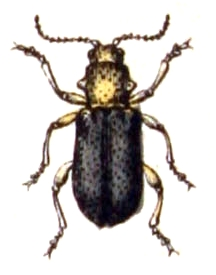